# Генрик Вічорек
Генрик Пйотр Вічорек (пол. Henryk Piotr Wieczorek; нар. 14 грудня 1949, Хожув, Польща) — польський футболіст, виступав на позиції півзахисника.

## Клубна кар'єра
Вихованець футбольної школи при стадіоні «Шльонські» в Хожуві. Професіональну кар'єру Хернрік Генрик розпочав у клубі «Рибник», в складі якого двічі брав участь в розіграшах Міжнародного Футбольного Кубку, пізніше виступав за «Гурник» (Забже), двічі ставав призером чемпіонату Польщі. У 1980 році перейшов до французького «Осера», де став капітаном команди. В «Осері» виступав разом зі співвітчизником Анджеєм Шармахом. Закінчував кар'єру в клубі «Мелен» вже як граючий тренер.

## Кар'єра тренера
У збірній Польщі Генрик Вічорек дебютував 13 травня 1973 року в матчі проти збірної Югославії. Був у заявці збірної на чемпіонаті світу 1974 року, але на поле не виходив. На Олімпійському турнірі ігор у Монреалі провів один матч — фінал проти збірної НДР. Всього за збірну зіграв 17 матчів і забив 2 м'ячі.

### Голи за збірну
| 1.                      | 19 серпня 1979  | Стадіон 650-річчя, Слупськ, Польща | Лівія | 5–0 | Перемога | Товариський |
| 2.                      | 26 вересня 1979 | Сілезький стадіон, Хожув, Польща   | НДР   | 1–1 | Нічия    | кв. ЧЄ 1998 |
| Станом на 7 жовтня 2015 |                 |                                    |       |     |          |             |

## Кар'єра тренера
Після роботи в «Мелені» Вічорек очолював познанську «Олімпію» і «Шомберки». Був помічником Єжи Виробека у «Русі» з Хожува, який під їх керівництвом став чемпіоном Польщі в сезоні 1988/89 років. Завершив тренерську кар'єру в 1995 році в «Уранії» (Руда-Шльонська), яка виступала в Третій лізі.

## По завершенні спортивної кар'єри
На даний час активіст місцевого самоврядування (радник міста Хожув) та кооператив (Хожувська міська кооперація) та спортивний кооператор (AKS — клуб його батька). Майстер спорту, нагороджений, серед інших Золотою медаллю за видатні спортивні здобутки та Золотим хрестом за заслуги та Золотим знаком за розвиток провінції Катовіце.

## Досягнення

### Клубні
- Перша ліга Польщі
  -  Срібний призер (1): 1973/74
  -  Бронзовий призер (1): 1976/77

- Кубок Ліги
  -  Володар (1): 1977/78[3]

### У збірній
- Чемпіонат світу
  -  Бронзовий призер (1): 1974

- Олімпійські ігри
  -  Срібний призер (1): 1976

## Особисте життя
Син відомого польського футболіста та тренера Теодора Вічорека (1923-2009).